# Rob Compas
Rob Compas (Venhuizen, 10 november 1966) is een Nederlands voormalig wielrenner. Compas nam op 25-jarige leeftijd deel aan de Olympische Zomerspelen 1992 in Barcelona. Hier behaalde hij een 72e plaats bij de wegwedstrijd.

## Belangrijkste overwinningen
1990
- Eindklassement Westfriese Dorpenomloop

1991
- Hel van het Mergelland
- Ronde van Midden-Zeeland (amateurs)

1992
- Nederlands kampioen op de weg, Amateurs

1994
- Parel van de Veluwe